# Dasineura proxima
Dasineura proxima är en tvåvingeart som först beskrevs av Guercio 1918.  Dasineura proxima ingår i släktet Dasineura och familjen gallmyggor.
Artens utbredningsområde är Eritrea. Inga underarter finns listade i Catalogue of Life.